# Nils-Erik Söderqvist
Nils-Erik Söderqvist, född 1 juli 1948 i Vänersborg, är en svensk politiker (socialdemokrat), som var riksdagsledamot 1994–2006.
Han var invald i riksdagen för Västra Götalands läns norra valkrets. I riksdagen var han ledamot i utbildningsutskottet 2002–2006 (dessförinnan suppleant sedan 1995) och ledamot i Nordiska rådets svenska delegation 2002–2006. Han var även suppleant i konstitutionsutskottet, kulturutskottet och trafikutskottet.
Han har arbetat som folkhögskolelärare och var kommunpolitiker i Vänersborgs kommun från 1979 till 1994.